# Сельское поселение Радовицкое
Се́льское поселе́ние Радови́цкое — упразднённое муниципальное образование (сельское поселение) в Шатурском муниципальном районе Московской области. Было образовано в 2005 году. Включает 7 населённых пунктов.
Административный центр — посёлок Радовицкий.

## География
Общая площадь — 198,30 км².
Сельское поселение Радовицкое находится на юге Шатурского района.
По его территории протекает река Чальца. Самое крупное озеро — Сыльма.
Границы муниципального образования определяются законом Московской области «О статусе и границах Шатурского муниципального района и вновь образованных в его составе муниципальных образований». Сельское поселение Радовицкое граничит с:
- сельским поселением Дмитровским Шатурского муниципального района (на севере),
- Клепиковским муниципальным районом Рязанской области (на востоке и юге),
- городским поселением Рязановским Егорьевского муниципального района (на западе).

## Население
| 2006  | 2007  | 2008  | 2009  | 2010  | 2011  |
| ----- | ----- | ----- | ----- | ----- | ----- |
| 2454  | ↗2497 | ↗2499 | ↗2504 | ↘2494 | ↘2452 |
| 2012  | 2013  | 2014  | 2015  | 2016  | 2017  |
| →2452 | ↘2446 | ↘2427 | ↘2413 | ↘2361 | ↘2289 |

## История
В ходе муниципальной реформы, проведённой после принятия федерального закона 2003 года «Об общих принципах организации местного самоуправления в Российской Федерации», в Московской области были сформированы городские и сельские поселения.
Сельское поселение Радовицкое было образовано согласно закону Московской области от 21 января 2005 г. № 18/2005-ОЗ «О статусе и границах Шатурского муниципального района и вновь образованных в его составе муниципальных образований».
В состав сельского поселения вошли населённые пункты Харлампеевского сельского округа. Старое деление на сельские округа было отменено позже, в 2006 году.

## Состав
В состав сельского поселения Радовицкое входят 7 населённых пунктов (1 посёлок и 6 деревень):
| Вид     | Наименование | Население, чел. (2010) | ОКАТО          | Бывшая административная единица |
| ------- | ------------ | ---------------------- | -------------- | ------------------------------- |
| деревня | Голыгино     | 262                    | 46 257 860 007 | Харлампеевский сельский округ   |
| деревня | Ловчиково    | 20                     | 46 257 860 003 | Харлампеевский сельский округ   |
| деревня | Обухово      | 53                     | 46 257 860 004 | Харлампеевский сельский округ   |
| деревня | Пруды        | 21                     | 46 257 860 005 | Харлампеевский сельский округ   |
| посёлок | Радовицкий   | 1931                   | 46 257 860 001 | Харлампеевский сельский округ   |
| деревня | Харлампеево  | 164                    | 46 257 860 006 | Харлампеевский сельский округ   |
| деревня | Шелогурово   | 43                     | 46 257 860 002 | Харлампеевский сельский округ   |

## Органы местного самоуправления
Структуру органов местного самоуправления сельского поселения Радовицкое составляют:
- Совет депутатов сельского поселения Радовицкое (представительный орган);
- глава сельского поселения Радовицкое;
- администрация сельского поселения Радовицкое (исполнительно-распорядительный орган).

Совет депутатов сельского поселения Радовицкое состоит из 10 депутатов, избираемых на муниципальных выборах сроком на 5 лет.
Глава сельского поселения Радовицкое избирается населением сельского поселения Радовицкое на основе всеобщего равного и прямого избирательного права при тайном голосовании сроком на 5 лет. Порядок проведения выборов главы сельского поселения Радовицкое определяется законом Московской области. Глава сельского поселения возглавляет администрацию сельского поселения.

## Экономика и инфраструктура
В 2008 году торфопредприятие «Радовицкий Мох» — филиал ОАО «Шатурторф» прекратило добычу торфа из-за тяжёлых экономических условий. Практически все выработанные площади торфопредприятий были переданы: под земли сельхозназначения, лесное хозяйство, садоводство, земли земзапаса.